# Genossenschaftliche Allgemeine Zeitung
Die Genossenschaftliche Allgemeine Zeitung (GAZ) ist eine bundesweit erscheinende Mitgliederzeitung von Genossenschaften. Sie erscheint mit einer Auflage von 260.000 Exemplaren beim Lebensmittel Praxis Verlag. Der vollständige Titel lautet „Genossenschaftliche Allgemeine Zeitung für Selbsthilfe und Subsidiarität“. Über den Unicum-Verlag wird eine Teilauflage der Zeitung an rund hundert deutschen Hochschulen kostenlos verteilt. Die Kreditgenossenschaften in Hamm und Coesfeld geben die GAZ auch an Kunden ab, die nicht den Status eines Mitglieds haben.

## Einführungsgeschichte
Die erste Ausgabe erschien Ende September 2011, die zweite einen Monat später. Anlass für die Neugründung war die Eröffnung des Internationalen Jahrs der Genossenschaften 2012, das die Generalversammlung der Vereinten Nationen am 18. Dezember 2009 in ihrer Resolution A/RES/64/136 beschlossen hatte. Die GAZ soll laut Editorial der ersten Ausgabe zu der von der Weltorganisation geforderten Öffentlichkeitsarbeit beitragen. Die Redaktion bezieht sich außerdem auf Artikel 28 der Verfassung von Nordrhein-Westfalen, der fordert, die genossenschaftliche Selbsthilfe zu unterstützen. Gründungsherausgeber sind Wolfgang Baecker und Klaus Kalefeld. Nach ihren Angaben soll die GAZ achtmal jährlich erscheinen.

## Profil
In der im nordischen Format gedruckten GAZ finden sich Meldungen, Reportagen und Kommentare zu den Ressorts Wirtschaft, Kultur, Sport und Vermischtes. Rund die Hälfte der Beiträge steht in Zusammenhang mit den Themen Selbsthilfe, Bürger-Engagement oder Entwicklungszusammenarbeit. Die restlichen Texte greifen aktuelle Ereignisse von allgemeinem Interesse auf. Gast-Kolumnist der ersten Ausgabe war der frühere EU-Kommissar Günter Verheugen. Neben der Bundesausgabe existieren auch zwei Regionalausgaben mit lokalen Informationen aus dem nördlichen Ruhrgebiet und dem westlichen Münsterland.

## Weblink
- Portal der deutschen Genossenschaften